# Marian Sypniewski

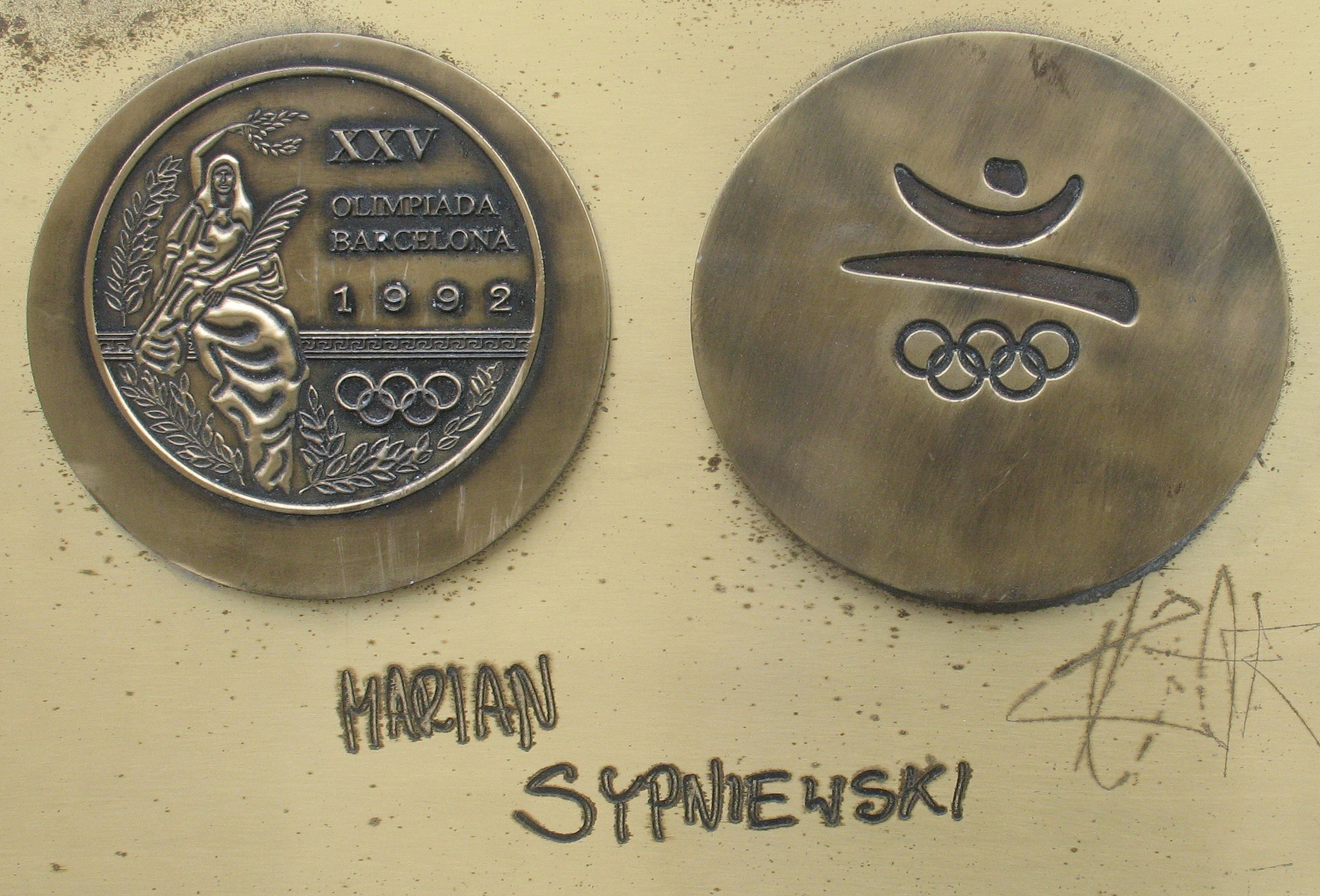
Kopia medalu i autograf M. Sypniewskiego w Alei Gwiazd Sportu w Dziwnowie

Marian Sypniewski (ur. 30 kwietnia 1955 w Bydgoszczy) – polski szermierz, florecista, dwukrotny medalista olimpijski i trzykrotny medalista mistrzostw świata.

## Życiorys
Wychowanek Gwiazdy Bydgoszcz, ale prawie całą karierę spędził w Legii Warszawa. Trzykrotny mistrz Polski indywidualnie (1982, 1986, 1988) i sześciokrotny drużynowo (1982, 1984, 1985, 1986, 1987, 1989).
Uczestnik trzech olimpiad. Podczas igrzysk olimpijskich w Moskwie w 1980 roku wraz z Adamem Robakiem, Bogusławem Zychem i Lechem Koziejowskim wywalczył brązowy medal w turnieju drużynowym floretu. W meczu o trzecie miejsce Polacy pokonali reprezentantów NRD. Podczas tych samych igrzysk wziął również udział w turnieju drużynowym szablistów, w którym zajął czwarte miejsce (drużyna: Sypniewski, Jacek Bierkowski, Leszek Jabłonowski, Andrzej Kostrzewa, Tadeusz Piguła).
Na igrzyskach olimpijskich w Seulu w konkurencji drużynowej floreciści w składzie Leszek Bandach, Waldemar Ciesielczyk, Piotr Kiełpikowski, Sypniewski i Bogusław Zych zajęli piąte miejsce. W turnieju indywidualnym odpadł w pierwszej rundzie walk bezpośrednich.
Następnie podczas igrzysk w Barcelonie (1992) indywidualnie zajął szóste miejsce, natomiast drużyna polska po porażce w półfinale z Kubą, pokonała w walce o trzecie miejsce Węgrów, zdobywając brązowy medal. Partnerami Sypniewskiego w medalowej drużynie florecistów byli: Piotr Kiełpikowski, Adam Krzesiński, Cezary Siess i Ryszard Sobczak.
Podczas mistrzostw świata w Hamburgu w 1978 roku wspólnie z kolegami z reprezentacji zdobył złoty medal w zawodach drużynowych. Na rozgrywanych pięć lat później mistrzostwach świata w Wiedniu wywalczył brązowy medal indywidualnie, plasując się za Aleksandrem Romankowem z ZSRR i Mathiasem Geyem z RFN. Ponadto podczas mistrzostw świata w Essen w 1993 roku zdobył drużynowo brązowy medal.
W latach 1975–1992 27 razy uczestniczył w finałach turniejów o Puchar Świata.
Po zakończeniu czynnej kariery działacz sportowy oraz sędzia międzynarodowy. Sędziował między innymi walki podczas igrzysk olimpijskich w Sydney w 2000.
Został członkiem honorowego komitetu poparcia Bronisława Komorowskiego przed wyborami prezydenckimi w Polsce w 2015 roku.

## Odznaczenia
- 2015 – Krzyż Kawalerski Orderu Odrodzenia Polski (za wybitne zasługi w działalności na rzecz polskiego ruchu olimpijskiego)[3].
- 1999 – Złoty Krzyż Zasługi[4]
- 1993 – Srebrny Krzyż Zasługi
- 1999 – Brązowy Krzyż Zasługi
- Złoty Medal za Wybitne Osiągnięcia Sportowe
- Srebrny Medal za Wybitne Osiągnięcia Sportowe
- Odznaka Zasłużony Mistrz Sportu